# Alleati della seconda guerra mondiale
      Alleati
      Alleati dopo l'attacco di Pearl Harbor
      Potenze dell'Asse
      Paesi neutrali

Alleati
Alleati dopo l'attacco di Pearl Harbor
Potenze dell'Asse
Paesi neutrali

Gli Alleati della seconda guerra mondiale (spesso semplicemente Alleati) furono tutti i Paesi che si coalizzarono contro le potenze dell'Asse durante la seconda guerra mondiale.
Le tre potenze principali che svolsero un ruolo decisivo nel conflitto furono gli Stati Uniti, l'Unione Sovietica e il Regno Unito; la turbolenta alleanza tra queste tre potenze venne denominata da Winston Churchill la Grande Alleanza, mentre i tre capi, lo stesso Churchill, Franklin Delano Roosevelt e Iosif Stalin sono passati alla storia come i Tre Grandi.

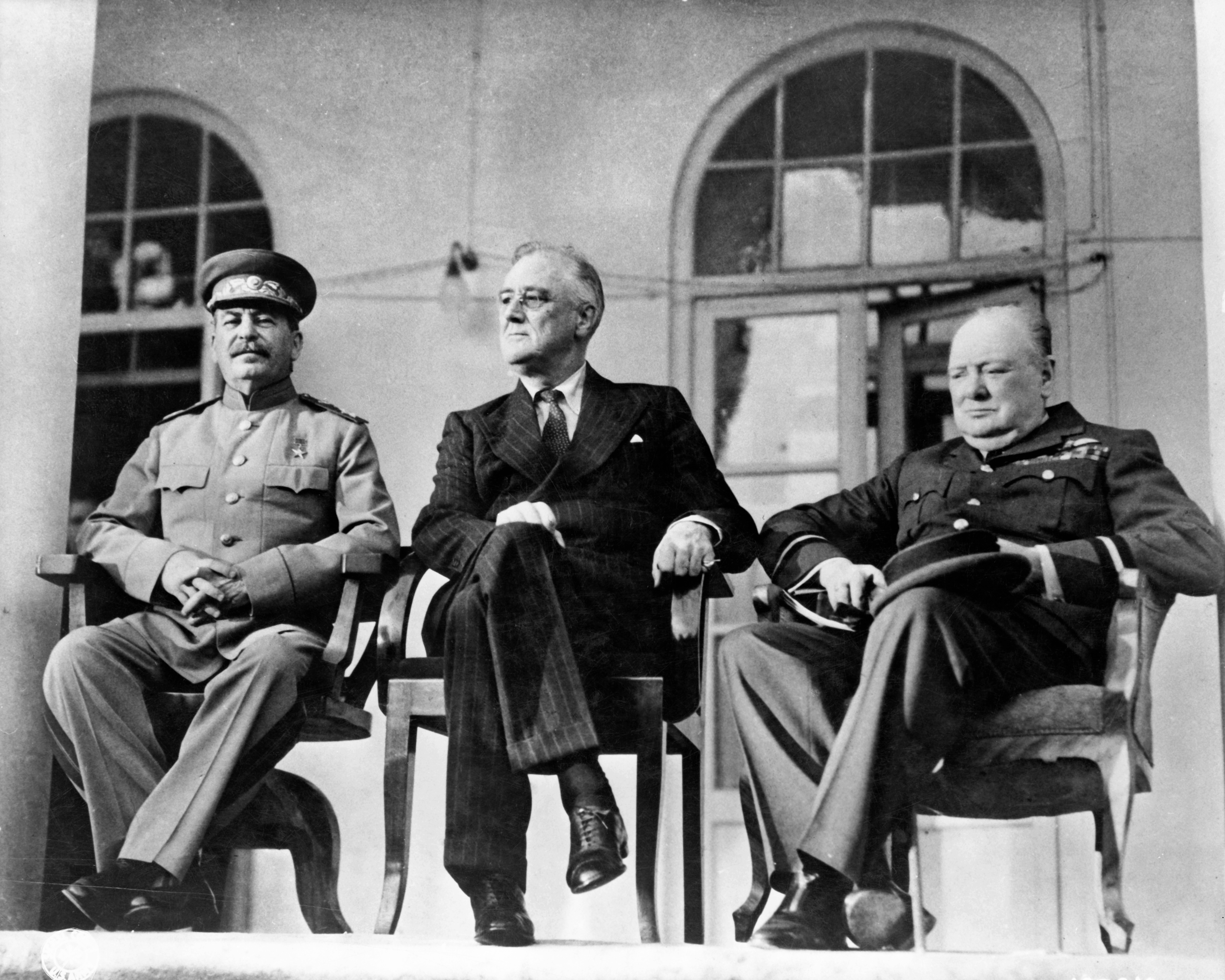
I "Tre Grandi" alla conferenza di Teheran del novembre 1943: da sinistra, il leader dell'Unione Sovietica Iosif Stalin, il presidente degli Stati Uniti Franklin Delano Roosevelt ed il primo ministro britannico Winston Churchill

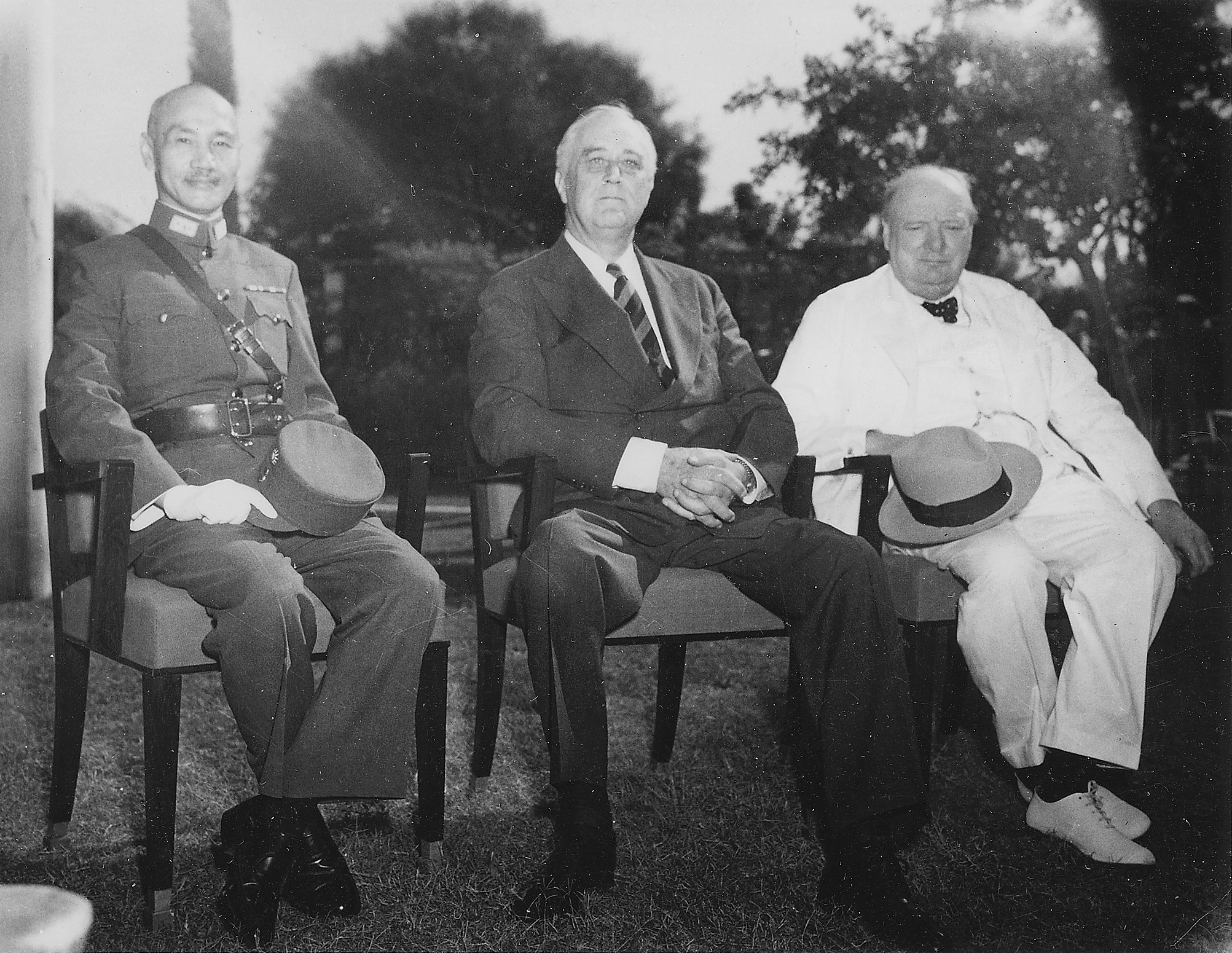
I leader partecipanti alla campagna del Pacifico, il generalissimo Chiang Kai-shek, Franklin Delano Roosevelt, e Winston Churchill alla conferenza del Cairo nel 1943

## Utilizzo del termine
Anche se convenzionalmente vennero chiamati col nome di «Alleati», l'espressione non fu mai formalmente utilizzata dai membri della coalizione. Al contrario, nel dicembre del 1941 il presidente statunitense Franklin Delano Roosevelt scelse per i paesi alleati il nome di "Nazioni Unite". La successiva Dichiarazione delle Nazioni Unite del 1º gennaio 1942 è alla base della nascita dell'ONU.

## Paesi costituenti
In senso stretto, gli Alleati sono stati il Regno Unito, assieme ai Paesi che componevano l'Impero britannico, e gli Stati Uniti con i Paesi loro alleati. La Francia, nonostante la parentesi che va dalla sconfitta del 1940 alla liberazione del 1944, è considerata parte degli Alleati, come dimostra il fatto di aver ottenuto al termine del conflitto una zona di occupazione della Germania e di essere stata inclusa nel consiglio di sicurezza dell'ONU in qualità di potenza vincitrice.
Storicamente viene inclusa tra gli Alleati anche l'Unione Sovietica, sebbene nell'estate del 1939 il governo sovietico avesse concluso, stante la stagnazione dei colloqui con Regno Unito e Francia per un patto in funzione antitedesca, un accordo di non aggressione con la Germania, conosciuto come Patto Molotov-Ribbentrop, il quale regolava anche le relative "zone di influenza" dei due Paesi e permise agli stessi di spartirsi il territorio polacco nell'ottobre successivo.
L'operazione Barbarossa scattata il 22 giugno 1941 mutò completamente le prospettive politiche e strategiche, spingendo l'Impero britannico e l'Unione Sovietica a un'alleanza formale. Sul piano ideologico e di politica internazionale i sovietici rimasero sempre lontani dalle concezioni delle democrazie occidentali, mentre sul piano militare la collaborazione tra le tre maggiori potenze alleate fu spesso difficile e minata dalla diffidenza reciproca.
Viene inclusa, inoltre, la Cina, già in guerra col Giappone prima dell'inizio del conflitto e divenuta cobelligerante dopo l'attacco di Pearl Harbor. La coalizione di guerra delle quattro nazioni, divenuta nota anche con la definizione, coniata da Franklin Delano Roosevelt, di "quattro poliziotti", corrispondeva ai quattro principali alleati della seconda guerra mondiale: il Regno Unito, gli Stati Uniti, l'Unione Sovietica e la Cina.

## Cronologia della partecipazione alla guerra
Le Nazioni Unite furono un'alleanza strutturale, la prima nella storia a proseguire i suoi scopi tramite un'organizzazione internazionale anche dopo il termine della guerra. I suoi 51 membri entrarono nel conflitto in tempi differenti.

### Dopo l'invasione della Polonia
- Polonia: 1º settembre 1939
- Regno Unito: 3 settembre 1939
- Francia: 3 settembre 1939
- India Britannica: 3 settembre 1939
- Australia: 3 settembre 1939
- Nuova Zelanda: 3 settembre 1939
- Nepal: 4 settembre 1939
- Sudafrica: 6 settembre 1939
- Bahrein: 10 settembre 1939
- Canada: 10 settembre 1939
- Mascate e Oman: 10 settembre 1939

### Dopo la strana guerra
- Danimarca: 9 aprile 1940
- Norvegia: 9 aprile 1940
- Belgio: 10 maggio 1940
- Lussemburgo: 10 maggio 1940
- Paesi Bassi: 10 maggio 1940
- Grecia: 28 ottobre 1940
- Jugoslavia: 6 aprile 1941 (firmò parte del Patto tripartito il 25 marzo per uscirne il 27 marzo a seguito di un colpo di Stato filo-britannico. Fu aggredita da Germania, Italia e Ungheria il 6 aprile)

### Dopo l'invasione dell'Unione Sovietica
- Unione Sovietica: 22 giugno 1941, comprendente:
  -  Ucraina: sebbene federata nell'URSS, fu riconosciuta dagli USA come belligerante su richiesta di Stalin;
  -  Bielorussia: nella stessa posizione dell'Ucraina.
  -  Repubblica Popolare di Tuva: 22 giugno 1941

### Dopo l'attacco di Pearl Harbor
- Panama: 7 dicembre 1941
- Stati Uniti: 8 dicembre 1941, comprendente:
  -  Filippine: 8 dicembre 1941
- Costa Rica: 8 dicembre 1941
- Rep. Dominicana: 8 dicembre 1941
- El Salvador: 8 dicembre 1941
- Haiti: 8 dicembre 1941
- Honduras: 8 dicembre 1941
- Nicaragua: 8 dicembre 1941
- Guatemala: 9 dicembre 1941
- Cuba: 9 dicembre 1941
- Cina: 9 dicembre 1941 (in guerra con l'Impero giapponese dal 1937)
- Corea (governo in esilio): 10 dicembre 1941
- Cecoslovacchia (governo in esilio): 16 dicembre 1941

### Dopo la dichiarazione delle Nazioni Unite
- Iraq: 16 gennaio 1942 (occupato dagli Alleati nel 1941)
- Messico: 22 maggio 1942
- Brasile: 22 agosto 1942
- Etiopia: 14 dicembre 1942
- Bolivia: 7 aprile 1943
- Iran: 9 settembre 1943 (occupato dagli Alleati nel 1941)
- Italia: 13 ottobre 1943 (cobelligerante, dopo aver abbandonato le potenze dell'Asse)[6]
- Colombia: 26 novembre 1943
- Liberia: 27 gennaio 1944
- Argentina: 27 marzo 1944

### Dopo lo sbarco in Normandia
- Romania: 25 agosto 1944 (dopo aver abbandonato le potenze dell'Asse)
- Bulgaria: 8 settembre 1944 (dopo aver abbandonato le potenze dell'Asse)
- San Marino: 21 settembre 1944
- Albania: 29 novembre 1944
- Ecuador: 2 febbraio 1945
- Paraguay: 7 febbraio 1945
- Perù: 12 febbraio 1945
- Uruguay: 15 febbraio 1945
- Venezuela: 15 febbraio 1945
- Turchia: 23 febbraio 1945
- Egitto: 24 febbraio 1945
- Siria: 26 febbraio 1945
- Libano: 27 febbraio 1945
- Arabia Saudita: 1º marzo 1945
- Finlandia: 3 aprile 1945 (dopo aver abbandonato le potenze dell'Asse)
- Cile: 11 aprile 1945
- Mongolia: 9 agosto 1945